# Апату
Апату (фр. Apatou) — коммуна во Французской Гвиане, заморском департаменте Франции, расположена в 50 километрах от Сен-Лоран-дю-Марони. Основана 12 ноября 1976 года.

## География
Коммуна расположена на западе Французской Гвианы. Она входит в состав кантона Марипасула и округа Сен-Лоран-дю-Марони. На севере и востоке граничит с коммуной Сен-Лоран-дю-Марони, на юге с коммуной Гран-Санти, на западе с государством Суринам. На территории Апату находится горный массив Деку-Деку с максимальной вершиной в 380 метров. Средняя высота над уровнем моря здесь составляет 190 м2. Климат тропический.
По коммуне протекает река Марони, которая является естественной транспортной артерией. По берегам реки находятся деревни, в которые с 2010 года можно добраться по речному маршруту Сен-Лоран-дю-Марони—Апату. Время в пути от первого до последнего населённого пункта составляет примерно 45 минут.

## История
Коммуна Апату была учреждена в 1976 году вследствие разделения коммуны Гран-Санти-Папаиштон-Апату на три части. В 2013 году Апату потряс коррупционный скандал, в котором главным обвиняемым оказался мэр коммуны Поль Дольянки. До завершения судебного разбирательства мэру разрешили исполнять свои обязанность.

## Население
На 2012 год численность населения коммуны составляла более 6 600 человек. По этническому составу это, прежде всего, алуку и мароны, оба народа — потомки беглых рабов-африканцев.
| Демографические изменения |      |      |      |      |      |      |      |      |
| 1961                      | 1967 | 1974 | 1982 | 1990 | 1999 | 2006 | 2010 | 2012 |
| 316                       | 318  | 453  | 618  | 2451 | 3628 | 5923 | 6704 | 6975 |
| Источник                  |      |      |      |      |      |      |      |      |

## Экономика
Относительно развито сельское хозяйство и различные традиционные промыслы. Почти половину трудоспособного населения составляют безработные.

## Культура
В коммуне действуют школа и колледж. Есть небольшая клиника. Спорт представлен футбольным клубом «Апату», который в 2011 году выступил в финале кубка Французской Гвианы.